# Národní a univerzitní knihovna Bosny a Hercegoviny
Národní a univerzitní knihovna Bosny a Hercegoviny (Nacionalna i univerzitetska biblioteka Bosne i Hercegovine, NUBBiH, původně budova místní radnice, bosensky Vijećnica) je historická budova sarajevského zastupitelstva, zemského sněmu a nakonec národní knihovny v centru Sarajeva, hlavního města Bosny a Hercegoviny.

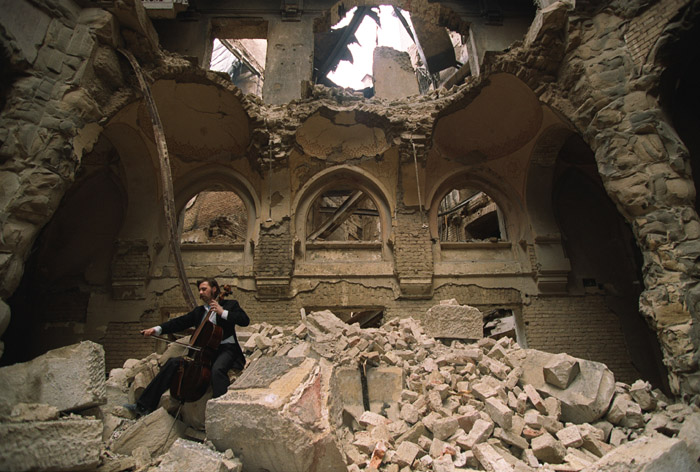
Violoncellista Vedran Smailović hraje ve zničené knihovně, 1992

## Historie
Budova se nachází přímo v centru města u řeky Miljacky. Postavena byla v pseudomaurském slohu za rakousko-uherské vlády. Vznikla na místě původního náměstí Mustaj-pašin mejdan, a částečně na pozemku, který patřil Hajdar-begovi Čengićovi z Istanbulu. Myšlenka výstavby moderní radnice byla schválena už v roce 1880, ale realizace stavby byla odsouhlasena až o deset let později. Projekt stavby se objevil již v sarajevské katastrální mapě z roku 1882, a to na svém budoucím trojúhelníkovém půdorysu.
Na výstavbě, probíhající mezi lety 1892 a 1896, se podílelo několik architektů a projektantů –  Čech Karel Pařík, chorvatský Čech Alexander Wittek a Chorvat Ćiril Metod Iveković – inspirací jim byla Kajtbájova mešita v Káhiře, podle níž byla především realizována barevná podoba fasády i dekorativních oken v průčelí v prvním patře. První ideové řešení stavby představil v roce 1880 Pařík, narazil však na odpor ministra Benjámina Kállaye. Kállay chtěl, aby byl projekt změněn, Pařík však toto nepřipustil. Další architekti původní projekt přepracovali, zůstala však podoba budovy s trojúhelníkovitým půdorysem a šestiúhelníkovým prostorem uvnitř. Budova byla také navýšena o druhé patro. Projekt nakonec dokončil Chorvat Iveković, neboť Alexander Wittek v roce 1894, kdy ještě probíhaly práce na stavbě, zemřel. Monumentální stavba měla být symbolem rakouské moci nad balkánským městem. Symbol odporu proti ní představovala Inat kuća – dům, který měl být údajně z lokality staveniště přemístěn cihlu po cihle na druhou stranu řeky Miljacky. Vznik takto velké stavby kritizoval také český architekt Josef Pospíšil.
Stavba se stala významnou dominantou města a je dobře vidět i z okolních kopců. Nedaleko Radnice, konkrétně u Latinského mostu, došlo roku 1914 k atentátu na Františka Ferdinanda d’Este. Ještě před dokončením stavby byly již některé hotové prostory využívány sarajevskou radnicí a obvodním soudem.
V letech 1910–1915 v Radnici rovněž zasedal zemský sněm (Sabor). Roku 1949 byla budova přeměněna na Národní a univerzitní knihovnu Bosny a Hercegoviny (Nacionalna i univerzitetska biblioteka Bosne i Hercegovine). Knihovna zde sídlila až do roku 1992.
Mezi lety 1992 a 1995, během obléhání Sarajeva, Radnice vyhořela (příčinou byla palba z granátometů ze strany Jugoslávské lidové armády). Došlo ke zničení tisíců někdy i velmi starých knih. Dnes tento akt připomíná před knihovnou pamětní cedule umístěná bosňáckým obyvatelstvem města, označující Srby za zločince.
Po uklidnění situace a uzavření míru se začalo s obnovou, ta však postupovala velmi pomalu. Na obnově se finančně podílelo Maďarsko a Rakousko, původně se počítalo s dokončením rekonstrukce do roku 2010. Nakonec byla Radnice slavnostně otevřena až 9. května 2014.